# 奇兵大冒險
《奇兵大冒險》，是日本漫畫，作者為古山基夫。

## 登場人物

### 主角
摩卡
- 種族：
- 職業：戰士
- 性別：女

布魯
- 種族：
- 職業：盜賊
- 性別：男

奇里
- 種族：
- 職業：魔法使
- 性別：

### マジック・アカデミー
（グレート・ソウル）
精靈，在第一部「奇兵大冒險」裡被岡德瓦納大陸的人們視為神明一般的存在。
艾斯普（エスプリ）
- 種族：人類
- 職業：亞德拉斯
- 性別：男

亞德拉斯，原為人類的魔法師，在第一部「奇兵大冒險」裡，變身為摩卡手中的劍。
羅格斯（ロゴス）
- 種族：真龍族（黑龍）
- 職業：亞德拉斯
- 性別：男

### 理力之塔

理力之塔的塔主。

- 種族：真龍族（白龍）
- 職業：塔主的老婆
- 性別：女

　

### 基爾多
ヨナ

## 用語
基爾多（ギルド）
傭兵都市，常出借旗下的自由傭兵到其他國家作戰。
亞德拉斯（アストラル）
放棄肉體，只剩下精神體的魔法師。頭部球體以外，具有高防禦力。